# Araneus ramulosus
Araneus ramulosus är en spindelart som först beskrevs av Eugen von Keyserling 1887.  Araneus ramulosus ingår i släktet Araneus och familjen hjulspindlar. Inga underarter finns listade i Catalogue of Life.